# Nguyễn Thị Nhỏ
Nguyễn Thị Nhỏ (1909 - 1946) là một nhà cách mạng chống Pháp. Bà là người cầm cờ đỏ búa liềm đầu đoàn biểu tình chống đàn áp và sưu cao thuế nặng tại Đức Hòa ngày 1 tháng 5 năm 1930.

## Thân thế
Bà còn có biệt danh là Sáu Nhỏ, sinh năm 1909 trong một gia đình tiểu thương tại làng Long Hồ – chợ Ngã Tư, nay là xã Long An, huyện Long Hồ, tỉnh Vĩnh Long.
Cha bà là ông Nguyễn Văn Vững qua đời sớm. Nhờ sự tảo tần của thân mẫu là bà Tống Thị Tòng mà các anh chị em bà đều được ăn học. Từ nhỏ, bà sớm hiểu biết và chia sẻ những công việc khó nhọc với mẹ. Về sau, các anh chị em bà có nhiều người tham gia hoạt động cách mạng chống thực dân Pháp như anh trai bà là ông Nguyễn Văn Nhung, một trong những người thành lập Chi bộ Việt Nam Thanh niên Cách mạng Đồng chí hội đầu tiên ở tỉnh Vĩnh Long và là Bí thư Tỉnh ủy Vĩnh Long năm 1930; em gái bà là Nguyễn Thị Phụng, một đảng viên hoạt động ở Chợ Lớn, từng ngồi tù thời thực dân Pháp.

## Khởi đầu con đường cách mạng
Tháng 3 năm 1926, bà hưởng ứng và phong trào học sinh - sinh viên và quần chúng lao động khắp Nam Kỳ xuống đường để tang Phan Chu Trinh. Sau khi đậu sơ học, bà được bổ nhiệm dạy trường nữ ở Hương Điểm (Bến Tre). Tại đây, bà luôn tuyên truyền giáo dục học sinh về lịch sử dân tộc và tinh thần yêu nước, chống lại quyền thống trị của thực dân Pháp. Năm 1927, bà được kết nạp vào Chi bộ Việt Nam Thanh niên Cách mạng Đồng chí hội ở Sa Đéc, cùng sinh hoạt chính trị với những nhà cách mạng trẻ tuổi khác như Quản Trọng Linh, Quản Trọng Hoàn.
Không lâu sau, bà chuyển về dạy ở "Sa Đéc học đường" (Sa Đéc). Tại đây, bà được đưa đi dự lớp huấn luyện tại tỉnh bộ Thanh niên Cách mạng Đồng chí hội ở Sa Đéc. Cũng từ đó, bà rời trường đi làm cách mạng, sinh hoạt chính trị chung với Hà Huy Giáp, Nguyễn Văn Phát. Bà cũng thường xuyên có liên lạc với Châu Văn Liêm ở Chợ Mới (Long Xuyên).
Đầu năm 1929, bà được cử đi học lớp huấn luyện chính trị do Kỳ bộ Việt Nam Thanh niên Cách mạng Đồng chí hội Nam Kỳ tổ chức. Lớp do các ông Phạm Văn Đồng, Châu Văn Liêm, Nguyễn Kim Cương trực tiếp phụ trách.
Giữa năm 1929, bà cùng ông Nguyễn Văn Phát được điều lên công tác tại cơ quan Kỳ bộ đóng ở số nhà 14 đường Lacaze (Chợ Lớn, nay là đường Nguyễn Tri Phương). Bấy giờ, bà và ông Phát đã có hứa hẹn kết duyên vợ chồng. Lúc lên đường, bà hẹn với ông Phát:
| “                | "Đợi cách mạng thành công mới tổ chức đám cưới để lo làm tròn nhiệm vụ" | ” |
| — Nguyễn Thị Nhỏ |                                                                         |   |

## Hoạt động tại Sài Gòn - Chợ Lớn
Ở Sài Gòn, Nguyễn Thị Nhỏ và một số đồng chí chịu trách nhiệm cộng tác biên tập, in và phát hành báo "Công – Nông – Binh", tờ nội san "Bôn-sơ-vích" và tài liệu Đại hội lần thứ nhất của Việt Nam Thanh niên Cách mạng Đồng chí hội. Công việc đang tiến triển, thì ngày 23 tháng 9 năm 1929, do một thành viên tên Sường – tức Hồ Cao Cương, một thành viên trong cơ quan Kỳ bộ, chỉ điểm, bà và các ông Nguyễn Văn Phát, Trần Ngọc Quế bị mật thám Pháp bắt. Ngoài ra, các ông Nguyễn Kim Cương - Ủy viên Ban Chấp hành Kỳ Bộ, Phạm Văn Đồng - Bí thư Kỳ Bộ Việt Nam Thanh niên Cách mạng Đồng chí hội Nam kỳ, cũng bị chính quyền thực dân Pháp bắt giữ trong đợt này.
Bà bị đưa đi giam giữ ở Khám Lớn (Sài Gòn) và bị tra tấn dã man, tuy nhiên bà vẫn một mực khai nhận bà với ông Phát là vợ chồng, chủ ngôi nhà 14 đường Lacaze và bà là người ở tỉnh lên Sài Gòn làm công việc nội trợ gia đình. Bị giam 6 tháng, do không đủ bằng chứng, chính quyền thực dân buộc phải trả tự do cho bà. Tuy nhiên, do ảnh hưởng của những đòn tra tấn, tai chị về sau thường sưng mủ, dẫn đến khả năng thính giác bị suy yếu. Vì vậy về sau bà có biệt danh là Sáu Điếc.
Tuy bà được trả tự do nhưng ông Phát vẫn còn bị giam giữ. Tranh thủ lúc được tha, bà liên lạc ngay với ông Châu Văn Liêm (tên lúc này là Việt), là Bí thư Kỳ bộ thay ông Phạm Văn Đồng đã bị thực dân Pháp bắt. Lúc này Việt Nam Thanh niên Cách mạng Đồng chí hội đã giải tán, An Nam Cộng sản Đảng được thành lập, bà được chuyển kết nạp vào An Nam Cộng sản Đảng tháng 10 năm 1929, công tác tại xưởng Ba Son. Lấy lý do đi thăm chồng, bà được tổ chức cử vào Khám Lớn để liên lạc, truyền đạt chủ trương, quyết định của tổ chức từ ngoài vào nhà tù. Các ông Tôn Đức Thắng, Phạm Văn Đồng và một số thành viên Việt Nam Thanh niên Cách mạng Đồng chí hội bị giam trong Khám Lớn bấy giờ nhận được quyết định kết nạp vào An Nam Cộng sản Đảng là do bà mang quyết định từ ngoài vào.
Ngày 3 tháng 2 năm 1930, ba tổ chức cộng sản ở 3 miền thống nhất thành Đảng Cộng sản Việt Nam. Nguyễn Thị Nhỏ là một trong số lớp người đầu tiên ở Nam Kỳ trở thành đảng viên của chính đảng Cộng sản thống nhất này.

## Một trong những lãnh đạo quan trọng
Ngày 4 tháng 6 năm 1930, Trung ương Đảng tổ chức nhiều cuộc biểu tình nông dân đấu tranh đòi chính quyền thực dân giảm sưu thuế, trong đó có cuộc biểu tình lớn tại Đức Hòa, tỉnh Chợ Lớn. Trong đợt này, ông Châu Văn Liêm, Bí thư Liên Tỉnh ủy Chợ Lớn – Gia Định, người trực tiếp lãnh đạo các cuộc biểu tình này bị mật thám Pháp bắt được và bị sát hại sau đó. Xứ ủy Nam kỳ đã phải cử Lê Quang Sung và Nguyễn Thị Nhỏ về phụ trách Tỉnh ủy Chợ Lớn thay ông Châu Văn Liêm để ổn định tình hình, lãnh đạo quần chúng chống khủng bố. Với nhiệm vụ này, bà trực tiếp đi xây dựng cơ sở Đảng ở vùng Đức Hòa, tỉnh Chợ Lớn, lập ra Chi bộ Đảng đầu tiên ở làng Thạnh Lợi (Đức Hòa), đi diễn thuyết kêu gọi quần chúng đứng lên làm cách mạng tại làng Tân Phú, khu vực chợ Rạch Nhum v.v… Tại cuộc họp các đại biểu tháng 11 năm 1930 ở làng Long Hiện, quận Bến Lức, tỉnh Chợ Lớn, ông Lê Quang Sung được bầu Bí thư Tỉnh ủy, bà được bầu Phó Bí thư đầu tiên của Tỉnh ủy Chợ Lớn.
Bấy giờ, chính quyền thực dân thực hiện chính sách đàn áp và truy lùng rất gắt gao những người Cộng sản. Bà phải liên tục cải trang, ở và hoạt động nhiều nơi khác nhau. Bà về lại Đức Hòa, nhận làm con nuôi trong một gia đình là cơ sở cách mạng, có lúc cải dạng làm cô giáo để hoạt động. Do có khả năng diễn thuyết và khéo léo, biết xây dựng các cơ sở bí mật, vì vậy, mật thám Pháp tìm cách truy bắt bà ở nhiều nơi trong tỉnh nhưng vẫn không tìm ra được manh mối.
Giữa năm 1931, nhiều cơ sở Đảng bị phá vỡ trong toàn Nam bộ, nhiều thành viên trong Xứ ủy Nam Kỳ bị bắt. Bà cùng với một số lãnh đạo Cộng sản ở Nam Kỳ như Nguyễn Văn Nhung, Ngô Văn Chính, Nguyễn Văn Hoành… đã họp bàn quyết định khôi phục lại Xứ ủy lâm thời Nam Kỳ. Bà cũng được bầu tham gia trong Xứ ủy lâm thời, khi đó bà mới tròn 22 tuổi.
Tháng 11 năm 1931, Bí thư Tỉnh ủy Chợ Lớn Lê Quang Sung bị bắt, bà cùng với các đồng chí còn lại trong Tỉnh ủy chịu trách nhiệm chính trong việc lãnh đạo khôi phục và phát triển phong trào ở tỉnh Chợ Lớn, địa bàn hoạt động có lúc sang cả tỉnh Tân An.

## "Người cách mạng không bao giờ khóc với kẻ thù"
Cuối năm 1931, trong một chuyến công tác vào thành phố Sài Gòn, bà bị mật thám Pháp phục kích bắt được. Khác với lần bị bắt trước, biết bà là một trong những lãnh đạo Cộng sản ở Nam Kỳ, nắm giữ nhiều đầu mối quan trọng, mật thám Pháp đã cho thực hiện tra tấn khốc liệt, đưa ra đối chất để tìm manh mối. Hà Huy Giáp, một thành viên Xứ ủy Nam Kỳ bấy giờ, từng bị bắt đưa ra đối chất với bà, kể lại: 
| “             | Thái độ của chị Nguyễn Thị Nhỏ lúc ấy thật là gan góc. Tôi bị bắt giam ở bót Pô-lô trong Chợ Lớn. Chúng đem về Catina đối chất với chị. Catina là cơ quan tra tấn lớn nhất của Pháp ở Nam Kỳ. Chỉ cần một cái gật đầu của chị Sáu Nhỏ là tôi sẽ phải lên máy chém. | ” |
| — Hà Huy Giáp | |   |

Không khai thác được gì, chính quyền Pháp đưa bà sang giam giữ tại Khám Lớn. Tại Khám Lớn, bà liên lạc với các bạn tù nữ tìm cách tiếp tục hoạt động, thành lập một Ban trật tự trong Khám Lớn để vận động tù nhân đấu tranh với cai ngục, đòi hỏi quyền lợi tối thiểu cho sự sống của tù nhân. Đặc biệt, bà đóng vai trò quan trọng trong cuộc đấu tranh của các tù nhân ngày 20 tháng 11 năm 1931, phản đối việc thực dân Pháp đưa đi xử tử Lý Tự Trọng. Sau cuộc đấu tranh này, bà bị đưa vào biệt giam 1 tuần lễ, chân tay bị còng, cho ăn uống theo hình phạt nặng nhất.
Giáp Tết 1932, bà cùng bạn tù tổ chức ca hát, tuyệt thực, đấu tranh đòi cai ngục mở khóa còng cho các nữ tù nhân bị còng quá hạn hoặc bị kiệt sức. Bà và nữ đồng chí Bảo Lương cùng khám đã sáng tác bài thơ về xuân ở trong tù tràn đầy lạc quan cách mạng :
| “                            | Chào xuân, giữa dãy còng đôi Quà xuân, mấy quả tim sôi máu hồng Cảm xuân, réo rắt tơ lòng Vui xuân, ta hãy hẹn cùng xuân sau | ” |
| — Nguyễn Thị Nhỏ - Bảo Lương | |   |

Ngày 2 tháng 9 năm 1933, thực dân Pháp đưa 120 chính trị phạm Cộng sản ra xử tại phiên tòa "Đại hình đặc biệt" ở Sài Gòn. Nguyễn Thị Nhỏ và các đồng chí Ngô Gia Tự, Phạm Văn Đồng, Nguyễn Chí Diểu, Phạm Hùng, Lê Văn Lương v.v… bị thực dân Pháp đưa ra phiên tòa xét xử kéo dài từ ngày 2 - 9 tháng 5 năm 1933. Bà là phụ nữ duy nhất đứng lên tố cáo đanh thép chế độ tàn bạo của thực dân Pháp, bác bỏ lời buộc tội với ý đồ vu cáo Đảng Cộng sản Đông Dương. Sáng ngày 9 tháng 5 năm 1933, tòa án thực dân Pháp tuyên án tử hình 8 người, trong đó có Phạm Hùng, Lê Văn Lương, Lê Quang Sung, Nguyễn Thị Nhỏ, 19 án tù khổ sai chung thân, 79 án tù từ 5 năm đến 20 năm. Bà nhìn sang các đồng chí, mỉm cười kiêu hãnh sau khi nghe kêu án.
Một viên cảnh sát Pháp hỏi khi bà bị tuyên án tử hình
| “ | Tại sao kêu án tù nặng vậy mà bà còn cười? | ” |

Bà trả lời cứng cỏi, đanh thép: 
| “                | "Tôi có khóc cũng không ai thả tôi, người cách mạng không bao giờ khóc với kẻ thù" | ” |
| — Nguyễn Thị Nhỏ |                                                                                    |   |

Vụ án này gây chấn động chính trị mạnh trong toàn Nam Kỳ và lan rộng ra cả nước, gây làn sóng bất bình trong nhân dân tiến bộ thế giới. Do sức ép dư luận trong nước và ở Pháp, với sự can thiệp của luật sư tiến bộ người Pháp Cancellieri, sau đó, thực dân Pháp buộc phải hạ mức án của 8 án tù tử hình xuống còn khổ sai chung thân, riêng Nguyễn Thị Nhỏ lãnh án 15 năm tù khổ sai.
Ngày 16 tháng 5 năm 1933, thực dân Pháp đưa tàu Armand Rousseau với 33 lính áp tải, bí mật rời cảng Sài Gòn, đưa 89 tù nhân cộng sản đi đày Côn Đảo, trong đó có Nguyễn Thị Nhỏ.
Khi phong trào Đông Dương đại hội phát triển mạnh, nhà cầm quyền thực dân Pháp phải nới tay trong việc giải quyết các yêu sách ở thuộc địa. Giữa năm 1935, một đoàn đại biểu Mặt trận Bình dân Pháp đi thị sát các nhà tù ở Đông Dương. Trong đoàn có nhà báo tiến bộ Pháp Louis Marie Ferreux. Được tiếp xúc với nhà báo này, bà đề nghị ông viết bài tố cáo chế độ thực dân Pháp ở Đông Dương. Nhờ sự vận động tích cực của Ferreux và tổ chức quốc tế Công hội Đỏ tiếp sức can thiệp, tháng 7 năm 1935, Toàn quyền Pháp ở Đông Dương buộc phải ra lệnh đặc xá Nguyễn Thị Nhỏ.

## Những năm cuối đời
Dù được trả tự do, nhưng sức khỏe của bà bị suy sụp nhanh chóng do những lần tra tấn. Bà bị buộc quản thúc tại Châu Thành, Vĩnh Long (nay thuộc thành phố Vĩnh Long) cho đến sau Nam Kỳ khởi nghĩa. Sau năm 1940, bà trở về sống tại quê nhà. Do sức khỏe quá suy yếu, bà không tham gia hoạt động nào nữa. Mặc dù vậy, bà vẫn còn kịp nhìn thấy những thành quả một đời cách mạng khi kịp chứng kiến sự thành công của Cách mạng Tháng Tám. Ngày 21 tháng 11 năm 1946, bà đã vĩnh biệt chồng là ông Nguyễn Văn Phát - lúc đó là Chủ tịch Ủy ban kháng chiến hành chính tỉnh Vĩnh Long và 5 con thơ.

## Vinh danh
Để ghi nhận công lao của bà, ngày 4 tháng 4 năm 1985, chính quyền Thành phố Hồ Chí Minh đã đặt tên bà cho một con đường (thực tế là 2 đoạn đường riêng biệt, trước đó có tên là đường Dương Công Trừng) đi qua các quận 5, 6, 11, Tân Bình.